# Brigada Secreta
Brigada Secreta fue una colección de novelas gráficas publicada por la editorial barcelonesa Toray a partir de 1962.

## Trayectoria editorial
Al principio de los años 60, cuando el cuaderno de aventuras comenzaba su declive, Toray se lanzó a experimentar con nuevos formatos, al mismo tiempo que se abría al mercado internacional. "Brigada Secreta" fue una de sus primeras colecciones de novelas gráficas, junto a "Relatos de Guerra".
En 1972, Toray editó otra colección con el mismo título y un formato de 23 x 16 cm.

## Argumento
No hay un protagonista fijo, narrándose los siguientes relatos, por orden de aparición:
| Número | Título                          | Guionista                | Dibujante               | Fecha |
| ------ | ------------------------------- | ------------------------ | ----------------------- | ----- |
| 1      | Los ojos de Visnú               | Salvador Dulcet          | Vicente Farrés          | 1962  |
| 2      | El misterio del monigote loco   | Eugenio Sotillos         | José María Sánchez Boix | 1962  |
| 3      | Un hombre peligroso             | Ricardo Acedo            | Armando Sánchez         | 1962  |
| 4      | El espectro del pasado          | Salvador Dulcet          | R. Pinto                | 1962  |
| 5      | Orfeo gris                      | Eugenio Sotillos         | José María Sánchez Boix | 1962  |
| 6      | Coartada diabólica              | Alex Simmons             | Vicente Farrés          | 1962  |
| 7      | ¿Crimen perfecto?               | Enrique Martínez Fariñas | R. Pinto                | 1962  |
| 8      | El asesino de los ojos de plata | Alex Simmons             | José María Sánchez Boix | 1963  |
| 9      | La muerte toma el té            | Alex Simmons             | Armando Sánchez         | 1963  |
| 10     | Laberinto                       | Alex Simmons             | Armando Sánchez         | 1963  |
| 11     | La mueca del peligro            | Salvador Dulcet          | R. Pinto                | 1963  |
| 12     | La marioneta asesinada          | Eugenio Sotillos         | José María Sánchez Boix | 1963  |
| 14     | El fantasma asesino             | Salvador Dulcet          | Mario Feliu             | 1963  |
| 15     | Lista negra                     | Alex Simmons             | Vicente Farrés          | 1963  |
| 16     | Las mariposas también matan     | Eugenio Sotillos         | Antonio Borrell         | 1963  |
| 17     | Arma de doble filo              | Enrique Martínez Fariñas | Pedro Bertrán           | 1963  |
| 19     | El asesino fue un tigre         | Salvador Dulcet          | Vicente Farrés          | 1963  |
| 21     | Crimen en la editorial          | Eugenio Sotillos         | José María Sánchez Boix | 1963  |
| 24     | Trampa para un tonto            | Eugenio Sotillos         | José María Sánchez Boix | 1963  |
| 25     | Último piso                     | Salvador Dulcet          | Húescar                 | 1963  |